# Fowlerton (Indiana)
Fowlerton – miasto w Stanach Zjednoczonych, w stanie Indiana, w hrabstwie Grant.